# Константинопулос, Константинос
Константинос Константинопулос (греч.  Κωνσταντίνος Κωνσταντινόπουλος, 1863 —?) — греческий генерал-майор.
В Балканских войнах командовал сводным отрядом эвзонов, который по его имени был назван и отмечен в историографии как «Отряд Константинопулоса» (греч. Απόσπασμα Κωνσταντινοπούλου).

## Молодость
Константинос Константинопулос родился в городе Патры в 1863 году.
Поступил в Военное училище эвэлпидов, которое окончил в августе 1886 года в звании младшего лейтенанта инженерного корпуса.
Принял участие в «странной» сколь и кратковременной греко-турецкой войне 1897 года.
В период Борьбы за Македонию был направлен в греческое консульство города Битола для ведения пропаганды и поддержки партизанской деятельности греков македонян.

## Участие в Балканских войнах
В 1912 году, с началом Первой Балканской войны, принял командование соединения двух батальонов эвзонов (2-й и 6-й батальоны эвзонов), которое по его имени было названо «Отрядом Константинопулоса».

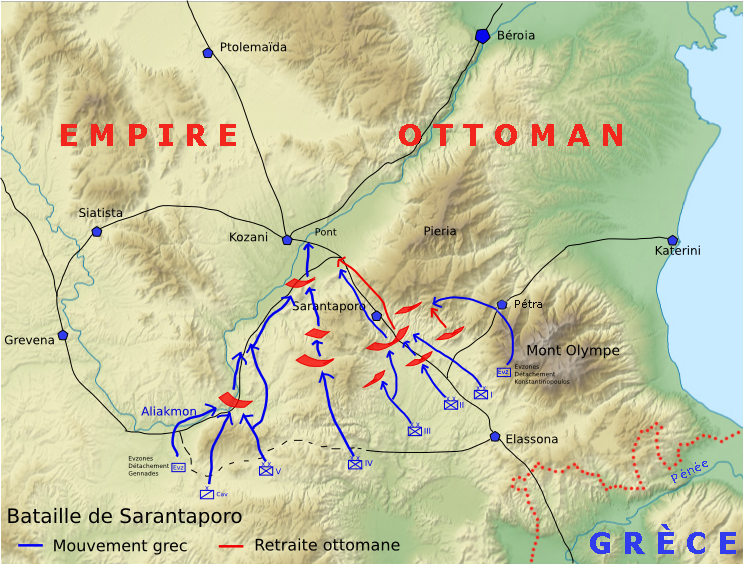
Битва при Сарарантапоро. Отряд эвзонов Константинопулоса указан на крайнем правом фланге «Македонской армии».

Командуя своим отрядом принял участие в победном сражении при Сарантапоро, после которого греческая армия начала освобождение Македонии.

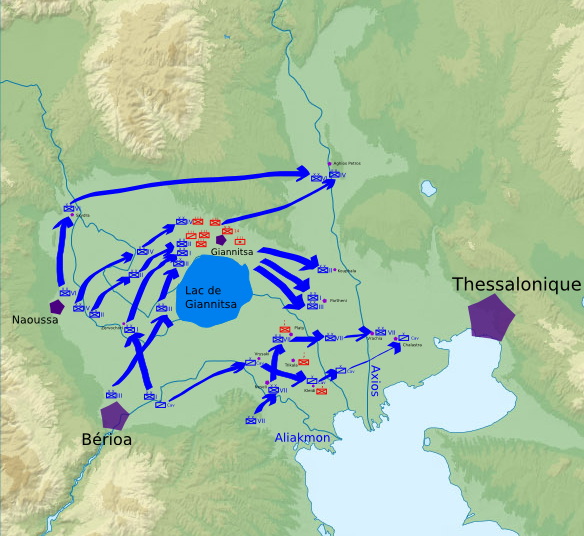
К югу от поля сражения при Янница указаны направления действий VII дивизии, которой был придан «Отряд Константинопулоса».

20 октября 1912 года, одновременно с сражением у Янница, Отряд Константинопулоса был придан VII дивизии К. Клеоменуса.
Вечером того же дня Отряд Константинопулоса, пройдя из села Платанос к селу Кимина, установил плавучий мост и, переправившись через Лудиас, занял Кимина.
27 октября/9 ноября 1912 года, одновременно с VII дивизией, Отряд Константинопулоса первым вступил в освобождённую греческой армией столицу Македонии, город Фессалоники, и расположился в казармах турецкого гарнизона.
Впоследствии «Отряд Константинопулоса» принял участие во Второй Балканской войне (1913), против болгар.

## В период Первой мировой войны
В период Национального раскола Константинопулос был в числе противников вступления Греции в войну на стороне Антанты и, будучи сторонником короля Константина, выступал против премьер-министра Э. Венизелоса.
Он оставался в Афинах, где в 1916—1917 году, в звании подполковника возглавлял Военное училище эвэлпидов:507.
После того как в июне 1917 года король Константин был изгнан и к власти пришёл Венизелос, Константинопулос был отправлен в отставку.

## В период Малоазийского похода
В 1919 году, по мандату Антанты, Греция заняла западное побережье Малой Азии. Севрский мирный договор 1920 года закрепил регион за Грецией с перспективой решения его судьбы через 5 лет на референдуме населения:16.
Завязавшиеся здесь бои с кемалистами приобрели характер войны, которую греческая армия была вынуждена вести уже в одиночку. Из союзников Италия с самого начала поддерживала кемалистов. Франция, решая свои задачи, стала также оказывать им поддержку. Но греческая армия прочно удерживала свои позиции.
Геополитическая ситуация изменилась коренным образом и стала роковой для греческого населения Малой Азии после парламентских выборов в Греции в ноябре 1920 года. Под лозунгом «мы вернём наших парней домой» на выборах победила монархистская «Народная партия». Возвращение в Грецию германофила Константина освободило союзников от обязательств по отношению к Греции. Не находя дипломатического решения в вопросе с греческим населением Ионии, в совсем иной геополитической обстановке, правительство монархистов продолжило войну. Напрягая свои ограниченные людские ресурсы, Греция мобилизовала ещё 3 призыва в армию.
Константинопулос был отозван 21 декабря в армию, вновь возглавив Училище эвелпидов, но в Малоазийском походе участия не принимал.
В 1921 году он принял командование гарнизоном Афин.
В том же году, правительство монархистов, торопившееся закончить войну, предприняло «Весеннее наступление» и сразу затем «Большое летнее наступление».
В самом большом сражении войны при Афьонкрарахисаре — Эскишехире, греческая армия одержала победу, но турки отошли к Анкаре, создав тем самым правительству монархистов дилемму — что делать дальше.
Несмотря на свои ограниченные силы, греческая армия совершила «эпический поход» и Д Фотиадис:82, проявила свои боевые качества, понесла тяжёлые потери в ходе последовавшего «эпического сражения», где победа была близка:357, но исчерпав все свои материальные ресурсы, и не располагая материальными и людскими резервами, не смогла взять Анкару и в порядке отошла назад за Сакарью. Фронт застыл на год.
Не разрешив вопрос с безопасностью греческого населения, правительство монархистов не решалось оставить Малую Азию, удерживая протяжённую линию фронта, для удержания которого у него не было достаточно сил.
Фронт был прерван через год, в 1922 году.
Правление монархистов привело к поражению армии в Малой Азии в августе 1922 года и к Резне в Смирне и Малоазийской катастрофе.

## Константинопулос во время восстания сентября 1922 года
Малоазийская катастрофа вызвала антимонархистское восстание армии в сентябре 1922 года.
Генерал-майор Константинопулос, будучи ярым монархистом, попытался спасти монархию. В связи с его попыткой историография упоминает почти анекдотический эпизод. Константинопулос призвал крестьян винодельческого региона Месогия, восточнее Афин, которые слыли ярыми монархистами, вооружиться и оказать сопротивление восставшим. Он получил положительный ответ, но с интересной оговоркой: «Конечно мы будем сражаться за короля. Но сейчас у нас сбор винограда. Как только мы заполним бочки суслом, мы направимся в Афины»….
Ответ месогийцев лишь подтвердил сарказм греческой фразы «Хороших вин», означающей перенос какого либо действия на будущее.
14 сентября штаб столичного гарнизона был захвачен восставшими частями.
Генерал Константинопулос был арестован и заключён в здании Дирекции Полиции, вместе с бывшими премьер-министрами Д. Гунарисом и П. Протопападакисом, и министром Михаилом Гудасом.
Соседями по камере у него были П. Цалдарис, Х. Возикис и журналист Н. Краниотакис.
Король Константин был низложен. В октябре чрезвычайный трибунал приговорил к смерти монархистов премьер-министра Димитриоса Гунариса, четверых его министров и командующего Хадзианестиса:359.
Генерал монархист Константинопулос оказал сопротивление революции, но не нёс прямой ответственности за Малоазийскую катастрофу. Он был освобождён и окончательно демобилизован 22 марта 1923 года.
Не располагаем информацией о последующих годах жизни генерал-майора Консантинопулоса, также как и о дате и месте его смерти.